# Neptun (Romunija)

Neptun je poletno letovišče v Romuniji na obali Črnega morja, v bližini Mangalije.  

## Zemljepis
Neptun leži 6 km severno od Mangalije in je povezan s sosednjimi letovišči Olimp, Jupiter, Cap Aurora in Venus. Letovišče leži na plaži imenovani »Na zastavi« (romunsko »La steaguri«). V letovišču je tudi poletna rezidenca romunskega predsednika imenovana »Vodna Lili« ali romunsko Nufărul.

## Zgodovina
Zgrajeno je bilo leta 1972 in je v lasti družbe Importanne Resort corporation.

## Znane osebnosti
Inna, romunska pevka s pravim imenom Elena Alexandra Aposteleanu, rojena v Mangaliji 16. oktobra 1986 je odraščala v Neptunu. Je dvakratna prejemnica nagrade MTV Europe Music Awards in najbolje prodajana glasbenica iz Vzhodne Evrope v tekočem desetletju.